# Алипий (музыкант)
Али́пий (др.-греч. Ἀλύπιος; IV век) — греческий теоретик музыки, предположительно из Александрии. В его кратком учебнике дано систематическое описание музыкальной нотации, которое позволяет более или менее уверенно расшифровать дошедшие до нас памятники древнегреческой музыки.
Кроме имени об Алипии ничего неизвестно. В небольшом учебнике «Введение в музыку» (др.-греч. Εἰσαγωγὴ μουσική; самая ранняя его рукопись датируется XII в.), на который также часто ссылаются как на «таблицы Алипия», описана система греческой буквенной нотации. Труд сохранился фрагментарно: описание диатонического и хроматического родов мелоса дано полностью, энармоника описана лишь частично. В сохранившейся «энармонической» части только символы лидийского лада (тона) отличаются графической уникальностью; остальные точно копируют символы соответствующего тона хроматического рода. Согласно Т.Матисену, этот явный дефект воспроизводится во всех 34 сохранившихся манускриптах Алипия.
За исключением Кассиодора (Institutiones, II.5; VI в.) ни один античный / средневековый трактат о музыке не ссылается на авторитет Алипия (в том числе и Боэций, который в своём труде «Основы музыки» приводит аналогичные Алипиевым нотные графемы). По общему мнению, «таблицы Алипия» описывают некую общепринятую, понятную греческим музыкантам-практикам систему нотации.
Современные исследователи музыкальной античности пользуются изданием Алипия, которое было выполнено немецким филологом Карлом Яном ещё в XIX в. в его антологии «Musici scriptores Graeci» (Leipzig, 1895), pp. 357–406 (многие репринты).